# Eccellenza Friuli-Venezia Giulia 2012-2013
Il campionato italiano di calcio di Eccellenza regionale 2012-2013 è il ventiduesimo organizzato in Italia. Rappresenta il sesto livello del calcio italiano.
Questo è il girone organizzato dal Comitato Regionale Friuli-Venezia Giulia.
Al campionato partecipano 17 squadre: 12 hanno mantenuto la categoria, una è stata retrocessa dalla Serie D (ISM Gradisca), 3 sono state promosse dalla Promozione (Cjarlins Muzane, Lumignacco e Maranese) e una, l'Unione Triestina 2012, viene ammessa in sovrannumero dopo il fallimento dell'Unione Sportiva Triestina Calcio. Nell'agosto 2012, in forza dei 74 campionati professionistici a cui partecipò il sodalizio alabardato, e in applicazione dell'articolo 52 comma 10 delle N.O.I.F., la F.I.G.C. ha consentito l'iscrizione alla città di Trieste del nuovo sodalizio.

## Squadre partecipanti
| Club                   | Città (provincia)                 | Stagione 2011-2012                        |
| ---------------------- | --------------------------------- | ----------------------------------------- |
| Azzanese               | Azzano Decimo (PN)                | 13ª in Eccellenza Friuli-Venezia Giulia   |
| Cjarlins Muzane        | Muzzana del Turgnano (UD)         | 1ª in Promozione Friuli-Venezia Giulia    |
| Fontanafredda          | Fontanafredda (PN)                | 2ª in Eccellenza Friuli-Venezia Giulia    |
| Gemonese               | Gemona del Friuli (UD)            | 9ª in Eccellenza Friuli-Venezia Giulia    |
| ISM Gradisca           | Gradisca d'Isonzo (GO)            | 18ª in Serie D                            |
| Lignano                | Lignano Sabbiadoro (UD)           | 10ª in Eccellenza Friuli-Venezia Giulia   |
| Lumignacco             | Lumignacco di Pavia di Udine (UD) | 1ª in Promozione Friuli-Venezia Giulia    |
| Manzanese              | Manzano (UD)                      | 5ª in Eccellenza Friuli-Venezia Giulia    |
| Maranese Maruzzella    | Marano Lagunare (UD)              | 4ª in Promozione Friuli-Venezia Giulia    |
| Pro Cervignano         | Cervignano del Friuli (UD)        | 8ª in Eccellenza Friuli-Venezia Giulia    |
| San Daniele del Friuli | San Daniele del Friuli (UD)       | 11ª in Eccellenza Friuli-Venezia Giulia   |
| San Luigi              | Trieste                           | 3ª in Eccellenza Friuli-Venezia Giulia    |
| Tolmezzo Carnia        | Tolmezzo (UD)                     | 6ª in Eccellenza Friuli-Venezia Giulia    |
| Torviscosa             | Torviscosa (UD)                   | 7ª in Eccellenza Friuli-Venezia Giulia    |
| Triestina              | Trieste                           | 15ª in Lega Pro Prima Divisione (fallita) |
| UFM Monfalcone         | Monfalcone (GO)                   | 4ª in Eccellenza Friuli-Venezia Giulia    |
| Virtus Corno           | Corno di Rosazzo (UD)             | 12ª in Eccellenza Friuli-Venezia Giulia   |

## Classifica
|  | Pos. | Squadra                | Pt | G  | V  | N  | P  | GF | GS | DR  |
|  | ---- | ---------------------- | -- | -- | -- | -- | -- | -- | -- | --- |
|  | 1.   | UFM Monfalcone         | 76 | 32 | 23 | 7  | 2  | 65 | 26 | +39 |
|  | 2.   | Triestina              | 69 | 32 | 20 | 9  | 3  | 52 | 19 | +33 |
|  | 3.   | Azzanese               | 53 | 32 | 15 | 8  | 9  | 45 | 31 | +14 |
|  | 4.   | San Daniele del Friuli | 50 | 32 | 14 | 8  | 10 | 39 | 36 | +3  |
|  | 5.   | Fontanafredda          | 45 | 32 | 12 | 9  | 11 | 50 | 41 | +9  |
|  | 6.   | Cjarlins Muzane        | 45 | 32 | 13 | 6  | 13 | 39 | 38 | +1  |
|  | 7.   | Tolmezzo Carnia        | 43 | 32 | 12 | 7  | 13 | 25 | 36 | -11 |
|  | 8.   | Gemonese               | 42 | 32 | 11 | 9  | 12 | 41 | 34 | +7  |
|  | 9.   | Manzanese              | 41 | 32 | 10 | 11 | 11 | 45 | 43 | +2  |
|  | 10.  | Virtus Corno           | 41 | 32 | 10 | 11 | 11 | 44 | 44 | +0  |
|  | 11.  | San Luigi              | 40 | 32 | 10 | 10 | 12 | 39 | 48 | -9  |
|  | 12.  | Lumignacco             | 39 | 32 | 10 | 9  | 13 | 38 | 37 | +1  |
|  | 13.  | ISM Gradisca           | 39 | 32 | 10 | 9  | 13 | 40 | 47 | -7  |
|  | 14.  | Torviscosa             | 37 | 32 | 10 | 7  | 15 | 32 | 47 | -15 |
|  | 15.  | Maranese Maruzzella    | 36 | 32 | 9  | 9  | 14 | 37 | 47 | -10 |
|  | 16.  | Lignano                | 29 | 32 | 6  | 11 | 15 | 31 | 53 | -22 |
|  | 17.  | Pro Cervignano         | 17 | 32 | 3  | 8  | 21 | 25 | 60 | -35 |

Legenda:

      Promossa in Serie D 2013-2014

      Ammessa ai play-off nazionali.

      Retrocesse in Promozione 2013-2014 ai play-out.

      Retrocesse in Promozione 2013-2014 subito.

Note:
Tre punti a vittoria, uno a pareggio, zero a sconfitta.
Fusione
- A fine campionato il A.S.D. Fontanafredda si fonde con il A.S.D. Vigonovo Ranzano nel A.S.D. Comunale Fontanafredda che militerà nell'Eccellenza 2013-14.

### Play-off
- Nell'Eccellenza Friuli V.G. non sono previsti i play-off per il secondo posto: la seconda classificata accede direttamente ai play-off nazionali.

### Play-out
- Come da Comunicato Ufficiale n° 19 in questa stagione non si sono disputati play-out in Eccellenza Friuli V.G. (previsti invece in Promozione, Prima e Seconda Categoria). Retrocederanno direttamente:
- le ultime 3 (in caso di nessuna retrocessione di squadre del F.V.G. dalla Serie D)
- le ultime 4 (in caso di 1 o 2 retrocessioni di squadre del F.V.G. dalla Serie D)
- le ultime 5 (in caso di 3 retrocessioni di squadre del F.V.G. dalla Serie D)
- le ultime 6 (in caso di 4 retrocessioni di squadre del F.V.G. dalla Serie D)

## Risultati

### Tabellone
|                 | AZZ | CJA | FON | GEM | ITA | LIG | LUM | MAN | MAR | MON | PRO | SAN | SAN | TOL | TOR | TRI | VIR |
| Azzanese        |     | 2-2 | 2-0 | 0-1 | 3-1 | 2-0 | 1-1 | 0-3 | 2-2 | 0-1 | 3-0 | 0-1 | 0-1 | 3-0 | 4-0 | 2-2 | 2-1 |
| Cjarlins Muzane | 1-1 |     | 0-3 | 1-0 | 3-1 | 1-2 | 0-1 | 2-0 | 1-1 | 0-1 | 1-1 | 1-2 | 2-1 | 1-0 | 3-1 | 0-2 | 0-1 |
| Fontanafredda   | 0-3 | 1-2 |     | 1-1 | 3-1 | 3-1 | 2-1 | 1-1 | 2-1 | 0-1 | 2-1 | 2-3 | 0-0 | 0-1 | 1-0 | 1-1 | 2-2 |
| Gemonese        | 1-1 | 0-0 | 2-1 |     | 0-1 | 1-0 | 1-1 | 1-0 | 0-0 | 4-5 | 3-3 | 0-0 | 1-0 | 3-0 | 0-1 | 0-2 | 4-1 |
| Itala San Marco | 2-1 | 0-1 | 3-3 | 1-0 |     | 1-1 | 2-1 | 1-1 | 3-2 | 0-2 | 3-0 | 2-2 | 0-1 | 0-0 | 4-3 | 1-3 | 0-2 |
| Lignano         | 0-1 | 1-3 | 1-3 | 0-3 | 1-1 |     | 1-1 | 1-0 | 2-2 | 1-2 | 1-1 | 1-2 | 2-0 | 1-1 | 1-0 | 1-2 | 1-1 |
| Lumignacco      | 0-1 | 2-1 | 5-2 | 2-1 | 2-1 | 1-1 |     | 4-0 | 1-0 | 0-1 | 1-2 | 1-0 | 0-0 | 2-0 | 0-2 | 0-1 | 0-1 |
| Manzanese       | 1-2 | 1-2 | 1-6 | 3-2 | 3-3 | 4-3 | 3-0 |     | 4-2 | 1-1 | 3-1 | 0-0 | 1-0 | 1-1 | 0-1 | 1-1 | 1-1 |
| Maranese        | 1-2 | 1-1 | 0-0 | 1-0 | 0-2 | 1-1 | 2-1 | 2-1 |     | 0-3 | 1-2 | 1-0 | 4-1 | 0-1 | 2-2 | 0-1 | 3-5 |
| Monfalcone      | 0-0 | 2-1 | 2-1 | 1-1 | 2-0 | 4-0 | 2-2 | 2-1 | 2-1 |     | 3-0 | 3-0 | 2-1 | 0-0 | 2-1 | 0-2 | 2-1 |
| Pro Cervignano  | 0-1 | 1-3 | 0-1 | 1-2 | 0-0 | 1-2 | 0-3 | 0-5 | 0-1 | 1-1 |     | 1-2 | 1-2 | 1-1 | 3-3 | 1-3 | 0-2 |
| San Daniele     | 1-2 | 0-2 | 1-0 | 0-2 | 2-1 | 4-0 | 1-1 | 1-1 | 3-3 | 1-0 | 2-0 |     | 5-1 | 1-0 | 1-1 | 0-3 | 2-1 |
| San Luigi       | 2-1 | 2-2 | 1-1 | 2-1 | 1-1 | 2-2 | 3-1 | 0-0 | 4-1 | 0-6 | 2-1 | 4-0 |     | 1-3 | 0-1 | 0-4 | 2-2 |
| Tolmezzo        | 3-0 | 1-0 | 1-2 | 1-0 | 1-2 | 1-0 | 2-1 | 1-0 | 0-1 | 0-3 | 1-2 | 2-1 | 1-4 |     | 1-0 | 1-0 | 0-2 |
| Torviscosa      | 1-0 | 2-0 | 1-6 | 1-4 | 2-1 | 0-0 | 1-0 | 0-1 | 0-1 | 2-3 | 1-0 | 1-1 | 0-0 | 0-0 |     | 0-4 | 1-3 |
| Triestina       | 1-2 | 3-0 | 1-0 | 1-1 | 1-0 | 3-0 | 1-1 | 1-1 | 1-0 | 2-2 | 1-0 | 0-2 | 1-0 | 0-0 | 1-0 |     | 2-1 |
| Virtus Corno    | 1-1 | 1-3 | 2-2 | 2-1 | 0-1 | 1-2 | 1-1 | 0-2 | 0-0 | 2-4 | 0-0 | 1-0 | 1-1 | 4-0 | 0-3 | 1-1 |     |

## Il 'Caso Triestina'
Negli ultimi 10 anni era capitato già 2 volte (2003-04 con il Pordenone, 2010-11 con l'ISM Gradisca) di aver il campionato di Eccellenza friulana a 17 squadre. Ma, mentre per Pordenone e ISM Gradisca non sussistevano problemi di ordine pubblico, la presenza della Triestina a causato vari problemi logistici per via della rivalità fra tifosi friulani e giuliani e la mancanza di impianti adatti (cioè con il settore ospiti diviso da quello di casa) ad accogliere una tifoseria numerosa, evento non frequente nei campionati regionali friulani.
Per esempio Tolmezzo-Triestina è stata disputata a Tolmezzo allo stesso orario di Udinese-Genoa facendo alloggiare i tifosi ospiti sotto la tribuna coperta e quelli di casa dalla parte opposta sotto la pioggia e permettendo l'accesso al chiosco prima agli uni e poi agli altri per evitare il contatto fra le tifoserie.
Il doppio scontro fra le prime due della classe, U.F.Monfalcone e Triestina, è stato disputato sempre allo Stadio Nereo Rocco di Trieste
| Giornata | Partita                      | Note |
| -------- | ---------------------------- | --- |
| 2ª       | San Luigi-Triestina 0-4      | disputata allo Stadio Nereo Rocco, casa della Triestina |
| 5ª       | Tolmezzo-Triestina 1-0       | disputata alle 12:30 (in contemporanea con Udinese-Genoa) su ordine della Questura di Udine per evitare contatti fra tifosi udinesi e triestini.                                          |
| 11ª      | Triestina-Gemonese 2-0       | la partita era da giocare a Gemona del Friuli, inversione dei campi su richiesta della Questura di Udine                                                                                  |
| 13ª      | San Daniele-Triestina 0-3    | disputata a Majano su ordine della Questura di Udine che non ha ritenuto idoneo ad ospitare l'alto numero di tifosi giuliani l'impianto di San Daniele del Friuli                         |
| 21ª      | U.F.Monfalcone-Triestina 0-2 | Partita in calendario il 3 febbraio, sospesa al 9' per campo impraticabile. Recupero disputato il 13 febbraio allo Stadio Nereo Rocco (casa della Triestina)                              |
| 23ª      | Maranese-Triestina 0-1       | disputata lunedì 18 febbraio a Lignano Sabbiadoro su ordine della Questura di Udine che non ha ritenuto idoneo ad ospitare l'alto numero di tifosi giuliani l'impianto di Marano Lagunare |
| 25ª      | Lumignacco-Triestina 0-1     | disputata sabato 2 febbraio a Lignano Sabbiadoro su ordine della Questura di Udine che non ha ritenuto idoneo ad ospitare l'alto numero di tifosi giuliani l'impianto di Lumignacco       |